# Villa Härle

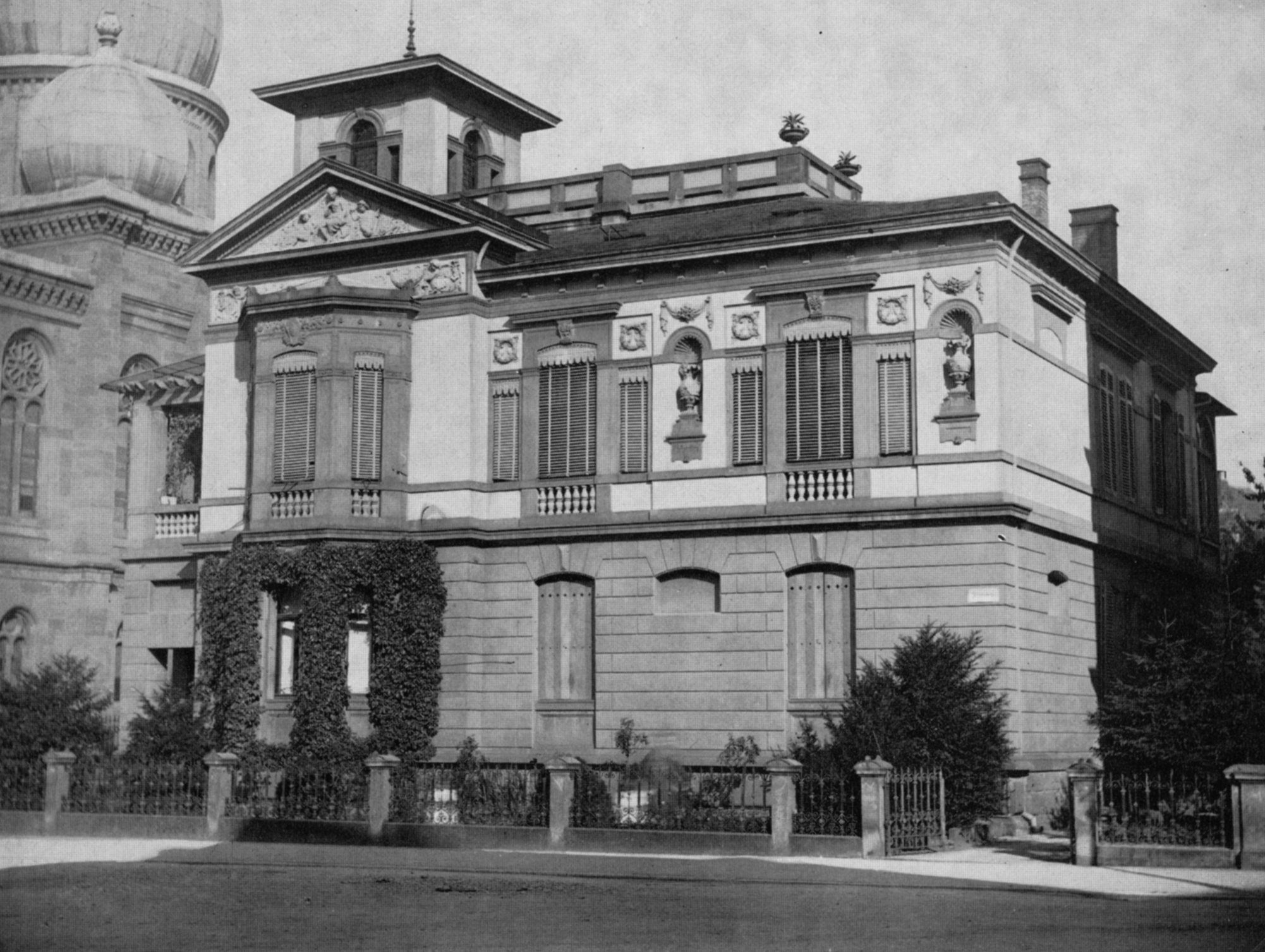
Villa Härle in Heilbronn, Bild um 1900

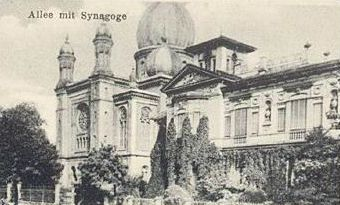
Die Villa Härle neben der Heilbronner Synagoge

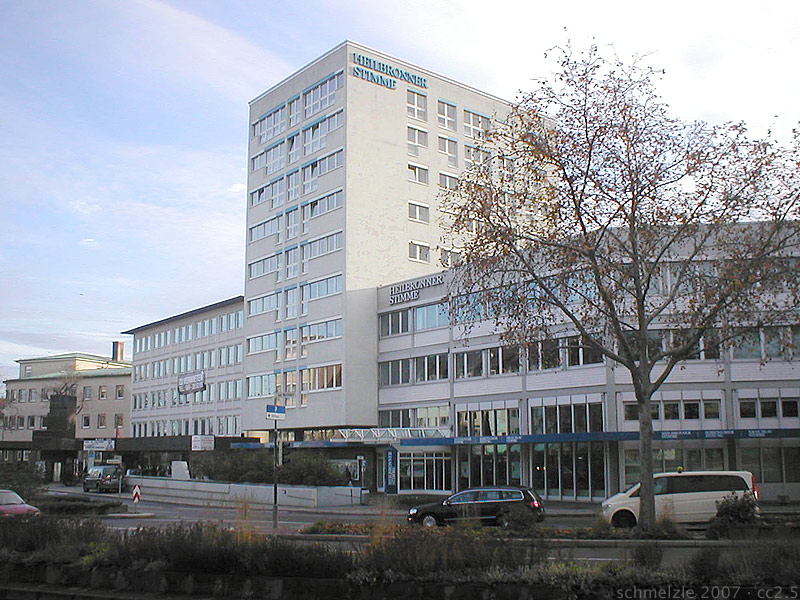
Geschäftsgebäude der Heilbronner Stimme in Heilbronn. Die Villa Härle nahm in etwa den Raum des linken Bauteils ein.

Die Villa Härle war eine Villa in Heilbronn. Sie befand sich an der Allee in direkter Nachbarschaft zur Heilbronner Synagoge. Im Zweiten Weltkrieg zerstört, wurde das Grundstück nach 1945 mit dem Geschäftshaus der Heilbronner Stimme überbaut.

## Architektur
Die Villa wurde um 1867 im italienischen Landhausstil für den Arzt Dr. Gfrörer erbaut. Als Werksteine wurden Streifenquader aus Heilbronner Sandstein verbaut. Die Fassade des Erdgeschosses war durch Blendfenster mit flachgezogenem Segmentbogen und Diamantquader über den Fenstern gegliedert. Das Obergeschoss war durch ein Gurtgesims abgesetzt und wies Fensterbalustraden sowie durchgehendes waagrechtes Sandsteinband in Fensterhöhe auf. Zur Allee hin wies das Obergeschoss zwei rundbogige Nischen mit Vasen auf, darüber florale Girlanden. An der linken Flanke trat ein Zwerchhaus mit antikem Giebel mit Figurenschmuck vor. Das Zwerchhaus wurde von einem Campanile überragt, der nach allen vier Seiten dreigeteilte Fenster aufwies und den Zugang zu einem Dachgarten bildete.

## Geschichte
Das Grundstück hat heute die Adresse Allee 2, früher Obere Allee 10 und 12. Der Name der Villa stammt von ihrem zeitweiligen Besitzer Georg Härle. Dieser war verheiratet mit der verwitweten Pauline Bruckmann, der Mutter Peter Bruckmanns. Daher wird die Villa gelegentlich auch Villa Bruckmann genannt.
Wenige Jahre nach der Villa Härle wurde auf dem linken Nachbargrundstück die Heilbronner Synagoge errichtet.
1936/37 wurde die Villa zur Frauenklinik des Dr. Wilhelm Kahleyß.
Die Villa wurde beim Luftangriff auf Heilbronn schwer beschädigt, am 1. September 1948 wurde die Ruine abgebrochen.
Die Heilbronner Stimme hat das Grundstück aufgekauft und ließ 1957 nach Entwürfen von Gustav Ernst Kistenmacher dort ein Hochhaus errichten.